# Zakutînți, Berdîciv
Zakutînți (în ucraineană Закутинці) este localitatea de reședință a comunei Zakutînți din raionul Berdîciv, regiunea Jîtomîr, Ucraina.

## Demografie
Componența lingvistică a localității Zakutînți
     Ucraineană (99,19%)
     Alte limbi (0,54%)
Conform recensământului din 2001, majoritatea populației localității Zakutînți era vorbitoare de ucraineană (99,19%), existând în minoritate și vorbitori de alte limbi.